# Steadroy Charles
Steadroy Charles (* 10. Januar 1981) ist ein ehemaliger Fußballspieler von St. Kitts und Nevis.

## Karriere

### Klub
Er begann seine Karriere ab der Saison 2003/04 bei den Cayon Rockets, wo er bis zum Ende der Saison 2006/07 verblieb. Anschließend war er beim Conaree FC aktiv, wo er nach der Spielzeit 2016/17 seine Karriere beendete.

### Nationalmannschaft
Er hatte seinen ersten Einsatz für die Nationalmannschaft am 20. September 2006, bei einem 1:1 gegen Barbados während der Qualifikation für die Karibikmeisterschaft 2007. In der Startelf stehend, wurde er zur 86. Minute für Zevon Archibald ausgewechselt. Während der Qualifikation kam er noch zwei Mal und 2007 zwei Mal in Freundschaftsspielen zum Einsatz.